# Harrow-on-the-Hill (stanice metra v Londýně)

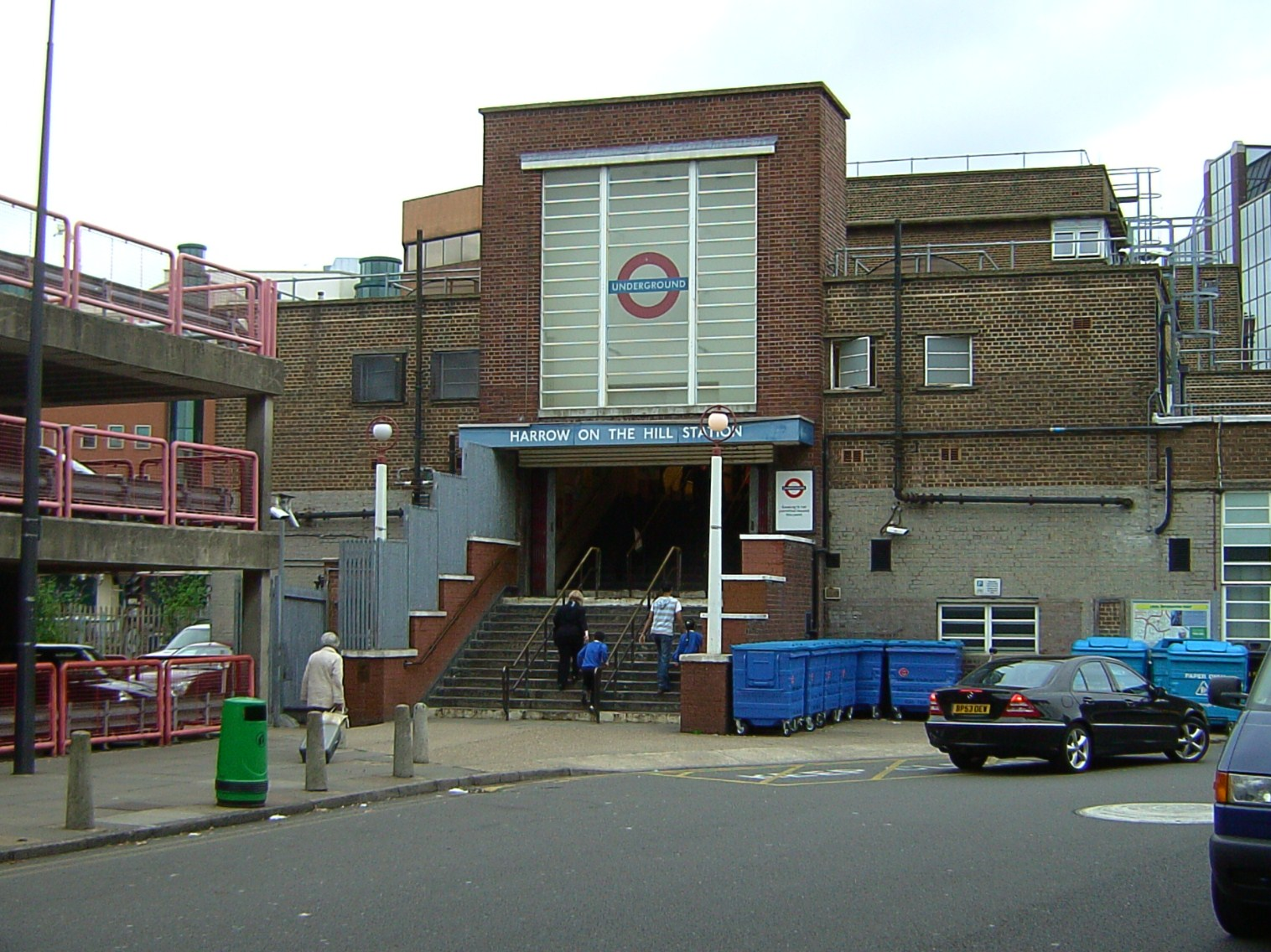
Harrow-on-the-Hill

Harrow-on-the-Hill je stanice metra v Londýně, otevřená 2. října 1880 pod názvem Harrow. K přejmenování na dnešní název došlo 1. června 1894. Nachází se na linkách:
- Metropolitan Line (mezi stanicemi Moor Park, North Harrow nebo West Harrow a Wembley Park, Northwick Park nebo Finchley Road)
- National Rail

| Rok  | Počet cestujících |
| ---- | ----------------- |
| 2011 | 8,75 mil.         |
| 2012 | 8,85 mil.         |
| 2013 | 9,21 mil.         |
| 2014 | 9,87 mil.         |